# Craig Burden
Craig Burden (Durban, 13 de mayo de 1985) es un jugador sudafricano de rugby que se desempeña como hooker.

## Selección nacional
Fue convocado a los Springboks de la mano de Heyneke Meyer y para disputar The Rugby Championship 2012 pero no llegó a debutar y no volvió a ser seleccionado nuevamente.

## Palmarés
- Campeón de la Copa de Campeones de 2013-14 y 2014-15.
- Campeón de la Copa Desafío de 2016-17.
- Campeón del Top 14 de 2013-14.
- Campeón de la Currie Cup de 2008, 2010 y 2013.